# リュバニ (ミンスク州)
リュバニ（ベラルーシ語: Любань）はベラルーシ・ミンスク州の市である。リュバニ地区(ru)の行政中心地であり、市内をアレサ川(ru)が流れている。人口は2009年の時点で11256人。

## 歴史
年代記におけるリュバニの初出は1566年である。16世紀はスルスカス・オレリコ家(ru)の、17 - 18世紀はラジヴィウ家の、19世紀はヴィトゲンシュテイン家(ru)の所領となっていた。
1793年の第2次ポーランド分割により帝政ロシア領となった。その翌年のコシチュシュコの蜂起(ru)に際して、1794年9月4日にリュバニ付近で激しい戦闘が行われた。
1808年、ミンスク・グベールニヤ(ru)のバブルイスク・ウエズド(ru)の一部に編成された。1897年の段階では766人がリュバニに住んでおり、うち732人がユダヤ人だった。1890年 - 1907年に編成された『ブロックハウス・エフロン百科事典』には、「人口は1000人弱、夏にはサンクトペテルブルクから多くのダーチャ所有者が訪れる」と記されている。1924年7月17日にリュバニ地区となった。
第二次世界大戦が始まると、1941年7月から、1944年の7月30日までナチス・ドイツ軍の占領下に置かれた。
1968年に市制が敷かれ、現在に至る。